# Jacques Picot-Lacombe
Jacques Picot-Lacombe est un homme politique français né le 15 juin 1753 à Billom (Puy-de-Dôme) et décédé le 29 septembre 1815 au même lieu.

## Biographie
Il est le fils de Joseph Picot et Marguerite Petit. Il se présente comme « avocat en parlement » lors de son mariage le 25 février 1783 à Billom avec Marie Huguet, sœur de Jean Antoine Huguet, futur député du tiers-état du bailliage de Clermont aux états généraux.
Il est procureur syndic du district de Billom en 1790. Il démissionne en 1793 et prend la défense des accusés devant les tribunaux révolutionnaires. 
Il est élu député du Puy-de-Dôme au Conseil des Cinq-Cents le 23 germinal an V, mais son élection est annulée après le coup d’État du 18 fructidor an V. Il est nommé commissaire près le tribunal civil de Clermont-Ferrand en 1800, puis devient procureur impérial à Riom en 1805. 
Il est de nouveau député du Puy-de-Dôme de 1808 à 1815.

## Sources
- « Jacques Picot-Lacombe », dans Adolphe Robert et Gaston Cougny, Dictionnaire des parlementaires français, Edgar Bourloton, 1889-1891 [détail de l’édition]